# Racșa
Racșa – wieś w Rumunii, w okręgu Satu Mare, w gminie Racșa. W 2011 roku liczyła 2761 mieszkańców. 